# Justyna Kowalczyk
Justyna Kowalczyk (n. 19 ianuarie 1983, Limanowa, Nowy Sącz Voivodeship⁠(d), Polonia) este o schioară de fond, medaliată olimpică. A participat la 3 ediții ale Jocurilor Olimpice (2006, 2010, 2014) în care a câștigat două medalii de aur, o medalie de argint și două medalii de bronz.